# Panda da Panda
Thibo Girardon, artistnamn Panda da Panda, född 7 april 1988 i Ystad, är en svensk musikartist och låtskrivare inom elektropopgenren.

## Biografi
Efter gymnasiet studerade Girardon vid yrkeshögskolan Musikmakarna i Örnsköldsvik där han presenterade sin egenproducerade video till låten Vem e du, vilket ledde till skivkontrakt. Panda da Pandas cirkusaktiga scenshower  har väckt uppmärksamhet. Han producerar själv sina musikvideor.
Efter ett flertal singlar släppte han 2013 debutalbumet Flaoua Paoua som nådde plats 49 på Sverigetopplistan.
Girardon talar och framför sina sånger på bred skånska, och även låtarnas titlar skrivs på skånska som till exempel "Spegelen", "Dansa bonne dansa", "Ska du me & flya" och "Hauka på till Maiämi".

## Priser och utmärkelser
- 2013 – Musikförläggarnas stipendiatpris[4]

## Diskografi

### Studioalbum
- 2013 - Flaoua Paoua
- 2016 - Den inre rymden (som är den del som ligger innanför månens bana)
- 2016 - Den yttre rymden (som är den del som ligger utanför månens bana)
- 2018 - Charlottenlund

### Singlar
- Vem e du (2011)
- Titta när han dansar (2011)
- Turbulens (2012)
- Taggatråd (2012)
- Ska du me & flya (2012)
- Dansa bonne dansa (2012)
- Spegelen (2012)
- Långsamt ner (2013)
- Vår värld (2013)
- Rånare (2013)
- Långsamt ner (2013)
- Vår Värld (2013)
- Bermudatriangeln (2014)
- Din vind (2015)
- Meningen med (2015)
- Tösapåg (2015)
- Omochom (2015)
- Och ibland (2016)
- Koko (2016)
- Kylskåpet (2016)
- Utom jord igen (2016)
- Brug for di (2016)
- Slipa sanden (2017)
- Fetaste låtn. 17 (2017)
- Enkelt (2018)
- Vakna igen (2018)
- Ljummen (2018)
- Silverlinedance (2019)
- Självbild (2020)
- Tillbaka (2020)
- Ok (2bchanged) (2020)
- Tripp för saj (2024)